# Anochthera indistincta
Anochthera indistincta är en fjärilsart som beskrevs av Goldfinch 1944. Anochthera indistincta ingår i släktet Anochthera och familjen mätare. Inga underarter finns listade i Catalogue of Life.